# Aquino's
De Aquino's of de familie Aquino is een Belgische criminele bende, ook wel de bende van de kletskoppen en de Soprano's aan de Maas genoemd. De familie is bekend vanwege hun kale hoofden.

## Leden
Francesco Aquino verhuisde in 1969 van Torano Castello naar België. Hij vestigde zich in Leut bij Maasmechelen en werd mijnwerker en vader van zes zoons en twee dochters.
Antonio "Raffaele/Rafke" Aquino, werd jarenlang gezien als de peetvader van de bende, maar dit werd door zijn advocaat Jef Vermassen ontkend. In 2005 moest hij zich met enkele anderen verantwoorden voor een cocaïnetransport van 752 kilo. De correctionele rechtbank van Antwerpen sprak zware straffen uit; Antonio Aquino werd veroordeeld tot zeven jaar cel en een geldboete van 110.000 euro, maar de bende werd door het hof van beroep van Antwerpen vrijgesproken wegens procedurefouten tijdens de telefoontaps.
Lucio Aquino, peetvader van de familie, werd veroordeeld voor een gewapende overval en zat zeven jaar in de cel in Nederland. In 1996 werd hij in Gent veroordeeld tot acht jaar jaar cel als spilfiguur van een bende gespecialiseerd in de import van Marokkaanse hasj en de export van xtc-pillen naar Groot-Brittannië. In 2004 ontvoerde hij samen met handlangers op de parking van een Maaseikse discotheek de omstreden Antwerpse zakenman Peter De Laender. Ze brachten hem naar de Nederlandse topcrimineel Petrus van Dijk, die De Laender ervan verdacht een container met 4 ton marihuana te hebben ontstolen. De correctionele rechtbank van Antwerpen veroordeelde Aquino in 2006 tot zeven jaar cel. In november 2012 kwam hij vervroegd vrij met een elektronische enkelband. In september 2020 werd hij opgepakt omdat hij verdacht werd van de invoer van duizenden kilo's cocaïne in samenwerking met ex-rijkswachter Willy Van Mechelen. Ook vanuit de gevangenis van Leuven zou hij de smokkel van drugs vanuit Zuid-Amerika georganiseerd hebben; dankzij een cipier werd hij voorzien van merkkleren, kebab en versleutelde gsm's. In mei 2023 werd hij in Maasmechelen opgepakt in het kader van het grootschalige internationale onderzoek tegen de 'ndrangheta; Aquino zou nauwe banden hebben met de Italiaanse maffiaclan. Hij zat op dat ogenblik thuis met een enkelband (in het dossier Costa). Hij werd er van verdacht vanuit de gevangenis drugssmokkel via SKY ECC-telefoons op poten te hebben gezet. In februari 2024 werd hij vrijgelaten onder elektronisch toezicht. In 2025 moet hij zich verantwoorden in het megaproces in de zaak Costa.
Silvio Aquino (Leut, 1974 - Opglabbeek, 27 augustus 2015) werd eveneens in 1996 in Gent veroordeeld. Openbaar aanklager Johan Delmulle noemde hem "de eerste luitenant van de bende". Hij kreeg vijf jaar cel. In maart 2014 veroordeelde de correctionele rechtbank van Hasselt hem tot 4 jaar cel voor het transport van 15 miljoen xtc-pillen naar Australië. Het Australische gerecht linkte hem ook aan de Nederlandse topcrimineel Janus van Wesenbeeck en verdacht hem van een reeks witwasoperaties met vastgoedprojecten. Zijn advocaat was Sven Mary. Walter Van Steenbrugge verdedigde een schoonbroer van Silvio Aquino. Op 27 augustus 2015 werd hij ter hoogte van Opglabbeek vermoord; zijn vrouw wist te ontsnappen. Hij kreeg vijf kogels in het hoofd en twee in zijn romp. De politie kwam snel op het spoor van vijf verdachte, waarvan een door Aquino zelf werd neergeschoten. De vier anderen, lid van een Bosnische Romaclan, stonden in 2022 terecht, evenals hun opdrachtgever, Martino Trotta uit Zutendaal die na een fout gelopen drugsdeal in onmin met de Aquino's leefde. Het hof van assisen in Tongeren veroordeelde hen tot gijzeling met de dood tot gevolg en gijzeling van Aquino's vrouw. Clanleider Sandro Hamidovic kreeg levenslang, Trotta 28 jaar cel en drie anderen tussen de 20 en 26 jaar gevangenisstraf.